# Rádio CDN
Rádio CDN (sigla para Central Diário de Notícias) é uma estação de rádio brasileira com sede em Santa Maria, cidade do estado do Rio Grande do Sul. Opera no dial FM, na frequência 93.5 MHz, e pertence ao Grupo Diário de Santa Maria. Transmite programação de formato jornalístico. Seus estúdios estão localizados na sede do Diário de Santa Maria, na BR-287, em Camobi, e seus transmissores estão instalados no Morro da Caturrita.

## História
Fundada em 14 de julho de 1980 como Cultura FM, a estação foi afiliada da Rede Antena 1 entre 1996 até 2001, quando a estação passou a transmitir como Rádio CDN (nessa época, a sigla significava Central Difusora de Notícias). Nessa época, a programação passou a ser jornalística, retransmitindo grande parte da programação da Rádio Gaúcha, além de transmitir também alguns programas locais.
Em 1 de janeiro de 2007, a emissora volta a transmitir a Antena 1. Em 4 de março de 2021, a estação deixa a Rede Antena 1 e retorna como Cultura FM. No mesmo ano, a marca CDN (agora com o significado de Central Diário de Notícias, em referência ao jornal Diário de Santa Maria, do mesmo grupo proprietário da emissora) foi resgatada pela frequência para o lançamento de uma nova programação. A reestreia da Rádio CDN ocorreu às 7h de 30 de agosto de 2021 com o programa Bom Dia, Cidade.